# Penelope Milford
Penelope Milford (* 23. März 1948 in St. Louis, Missouri) ist eine US-amerikanische Schauspielerin.

## Leben
Milford wuchs in Winnetka, Illinois auf. 1967 zog sie nach New York City, wo sie bei Wynn Handman studierte. Nach einigen Off-Broadway-Produktionen erhielt sie die Rolle der Jenny in der Broadwayproduktion Shenandoah, in der sie sieben Monate lang zu sehen war. Ihre erste Filmrolle erhielt sie 1970 im Filmdrama Maidstone von Norman Mailer, wurde jedoch nicht im Abspann erwähnt. Ihre Sex- und Nacktszene in der Filmbiografie Valentino zog 1977 Aufmerksamkeit auf sich.
Im Independent-Filmdrama Coming Home – Sie kehren heim von Hal Ashby übernahm Milford 1978 an der Seite von Jane Fonda, Jon Voight und Bruce Dern eine der größeren Rollen. Hierfür wurde sie im Jahr 1979 als Beste Nebendarstellerin für den Oscar nominiert. In der Komödie Fort Travis trat sie in einer größeren Rolle neben Richard Harris, Karen Black und Martin Landau auf; größere Rollen spielte sie ebenfalls im Horrorfilm Blutspur und im Abenteuerfilm Die goldene Robbe. Im Filmdrama Normal Life war sie neben Ashley Judd und Luke Perry zu sehen. Ende der 1990er Jahre zog sie sich aus dem Showgeschäft zurück.
Milford war nach eigener Aussage im Alter von zwanzig Jahren kurzzeitig mit einem Komponisten verheiratet und Ende der 1970er Jahre eng mit Richard Gere befreundet. Ihr jüngerer Bruder Kim war auch als Schauspieler aktiv; er verstarb 1988 im Alter von nur 37 Jahren an Herzversagen.

## Filmografie (Auswahl)
- 1974: Der Mann auf der Schaukel (Man on a Swing)
- 1977: Valentino
- 1978: Coming Home – Sie kehren heim (Coming Home)
- 1980: Fort Travis (The Last Word)
- 1981: Ein Senkrechtstarter kratzt die Kurve (Take This Job and Shove It)
- 1981: Endlose Liebe (Endless Love)
- 1982: Blutspur (Blood Link)
- 1983: Die goldene Robbe (The Golden Seal)
- 1984: Das brennende Bett (The Burning Bed)
- 1988: Heathers
- 1990: Miss Missouri
- 1991: Cold Justice
- 1996: Normal Life
- 1996: Henry: Portrait of a Serial Killer 2
- 1997: Night of the Lawyers

## Auszeichnungen
- 1975: Drama-Desk-Award-Nominierung in der Kategorie Outstanding Featured Actress in a Musical für Shenandoah
- 1979: Oscar-Nominierung in der Kategorie Beste Nebendarstellerin für Coming Home – Sie kehren heim